# Lale Yanık
Lale Yanık (* 1972 in Istanbul) ist eine in Deutschland wirkende Theaterschauspielerin und Darstellerin in Film und Fernsehen.

## Leben
Im Kindergartenalter kam sie mit ihren Eltern aus der Türkei nach Deutschland. Ihre Schauspielausbildung erhielt sie nach dem Ablegen der Mittleren Reife am Schauspiel München.
Hiernach war sie an der Schauburg München engagiert, am Theater tri-bühne in Stuttgart spielte sie Rollen in Woyzeck, Der zerbrochne Krug, Shoppen & Ficken, und Sternheims Die Hose. Auch Engagement bei den Schlossfestspielen Ettlingen in Was ihr wollt.
Am Hans Otto Theater stellte Yanık 2007 in der Uraufführung von Feridun Zaimoglus Theaterfassung seines gleichnamigen Romans Leyla die Mutter der Titelfigur dar.
Im Fernsehen hatte die freischaffende Schauspielerin Auftritte in Unterhaltungsserien wie Tatort und Forsthaus Falkenau. 2007 war sie überdies eine der Hauptdarstellerinnen in dem Sprachkurs Deutsch Klasse des Senders BR-alpha.

## Filmografie
- 1996: Willkommen in Kronstadt
- 2002: Forsthaus Falkenau (3 Episoden)
- 2004: Tatort: Abgezockt